# Contrat de mariage
Ne doit pas être confondu avec Acte de mariage.
Pour le roman de Balzac, voir Le Contrat de mariage.

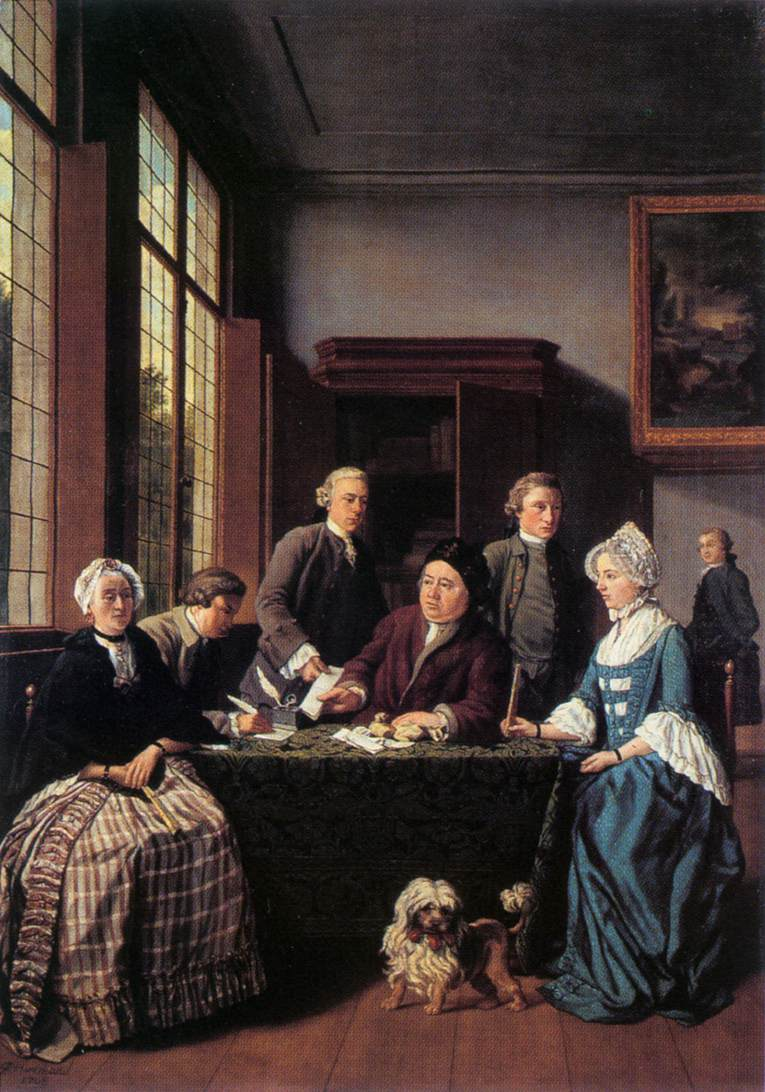
Le contrat de mariage, par.

Le contrat de mariage  est un acte juridique écrit ayant pour objet de déterminer le statut et le sort des biens pendant et jusqu'à la dissolution du mariage ou le décès d'un des conjoints. Il tient une importance plus ou moins élevée selon le fonctionnement du couple marié ; dans les droits européens, les régimes matrimoniaux servent de contrat par défaut.
Le mariage a des conséquences pour le patrimoine des époux (leurs biens, leurs revenus). Ils ont le choix d'élaborer eux-mêmes (avec l'aide d'un notaire) un contrat de mariage, ou d'adopter le régime légal (= organisé par la loi). Par exemple, en France le régime légal est la communauté réduite aux acquêts.
Si les époux n'optent pas pour un régime précis ou ne font pas rédiger de contrat de mariage, ils tombent automatiquement sous le régime légal. Pendant le mariage, les époux ont la faculté de modifier leur régime matrimonial avec l'aide d'un notaire.
En Allemagne, en Belgique, en France, en Suisse et au Québec, le contrat de mariage est obligatoirement passé devant notaire.

## Historique
Dans l'Ancien droit, et particulièrement à l'époque moderne, le contrat de mariage était un préalable presque universel à l'acte civil, quelle que soit la condition sociale. Il était susceptible de toutes sortes de clauses, non contraires aux bonnes mœurs, et contrairement au droit positif pouvait même disposer du sort des biens (et des personnes) après la dissolution du mariage par le biais de dispositions successorales, de donations ou de modifications de la nature des biens. Il était la Loi des familles, à laquelle ni la Loi elle-même, ni les contractants ne pouvaient porter atteinte une fois signé. Il pouvait être le siège de dérogations aux Coutumes ou aux Lois générales. À ce titre, ce contrat jouissait d'une très grande faveur. Celle-ci est fondée, selon le juriste Ferrière du XVIIIe siècle, sur deux raisons :
- La première est qu'on ne peut trop favoriser un contrat, qui est le soutien d'un état, l'appui des familles, et le lien de la société civile.
- La seconde est, que le mariage ne pouvant se rétracter, il ne seroit pas juste de donner atteinte aux conditions, [sans] lesquelles il n'auroit pas été fait[4].

Sous l'Ancien Régime, les contrats de mariage constituent par conséquent un objet d'étude important pour l'historien en général ou l'historien du droit en particulier. Ils permettent ainsi l'analyse des structures sociales, des conditions économiques, de l'histoire généalogique des familles. Ils autorisent également l'étude du Droit privé ancien tant dans sa diversité géographique, que résume trop sommairement la division Droit coutumier/Droit écrit, qu'au niveau des privilèges stricto sensu de groupes ou d'individus et de celui de l'évolution des matières matrimoniales, successorales et contractuelles jusqu'au mouvement d'unification du droit, précipité lors la période intermédiaire.